# Love & Mercy
Love & Mercy är en amerikansk långfilm från 2014 i regi av Bill Pohlad.

## Handling
Filmen utgör en biografi om Brian Wilson och växlar mellan 1960-talet, där Brian försöker skapa albumet som han vill ska bli The Beach Boys stora mästerverk, och 1980-talet där Brian är en trasig och förvirrad man som övervakas dygnet runt av den skumme terapeuten Eugene Landy.

## Om filmen
Brian Wilson har själv sett filmen och drabbades av en dissociativ upplevelse och trodde en stund att skådespelaren Paul Giamatti var den verklige Dr. Landy, vilket skrämde Wilson. Wilsons favoritscen i filmen är den innerliga scenen med John Cusack och Elizabeth Banks, som påminde Wilson om ett lyckligt ögonblick mellan honom och hans fru.

## Rollista i urval
- John Cusack - Brian Wilson (80-talet)
- Paul Dano - Brian Wilson (60-talet)
- Elizabeth Banks - Melinda Ledbetter
- Paul Giamatti - Dr. Eugene Landy
- Erin Darke - Marilyn Wilson
- Graham Rogers - Al Jardine
- Joanna Going - Audree Wilson
- Kenny Wormald - Dennis Wilson
- Brett Davern - Carl Wilson
- Bill Camp - Murry Wilson
- Brian Wilson - Sig själv